# Плопшору (Горж)
Плопшору (рум. Plopşoru) насеље је у Румунији у округу Горж у општини Плопшору. Oпштина се налази на надморској висини од 141 m.

## Становништво
Према подацима из 2002. године у насељу је живело 6670 становника, од којих су сви румунске националности.

### Хронологија
| Година       | 1992 | 1993 | 1994 | 1995 | 1996 | 1997 | 1998 | 1999 | 2000 | 2001 | 2002 | 2003 | 2004 | 2005 | 2006 | 2007 | 2008 | 2009 | 2010 | 2011 | 2012 | 2013 | 2014 | 2015 | 2016 | 2017 |
| ------------ | ---- | ---- | ---- | ---- | ---- | ---- | ---- | ---- | ---- | ---- | ---- | ---- | ---- | ---- | ---- | ---- | ---- | ---- | ---- | ---- | ---- | ---- | ---- | ---- | ---- | ---- |
| Становништво | 6887 | 6891 | 6879 | 6895 | 6967 | 6949 | 6921 | 6916 | 6893 | 6890 | 6859 | 6846 | 6825 | 6822 | 6831 | 6852 | 6888 | 6846 | 6806 | 6768 | 6741 | 6671 | 6691 | 6698 | 6661 | 6617 |